# Тюмень Русский
Тюме́нь Ру́сский (укр. Тюмень Руський, крымскотат. Rus Tümen, Рус Тюмен) — исчезнувшее село в Сакском районе Республики Крым, включённое в состав села Овражное. Располагалось в центре района, в степном Крыму, на северном берегу одного из заливов озера Сасык, примерно в 3 километрах южнее современного села Глинка — на противоположном от основного поселения берегу лимана.

## История
Впервые в доступных источниках селение встречается в Статистическом справочнике Таврической губернии 1915 года, согласно которому в экономии Тюмень (Гибора) Сакской волости Евпаторийского уезда числился 1 двор с 4 жителями приписного населения и 26 — «постороннего».
После установления в Крыму Советской власти, по постановлению Крымревкома от 8 января 1921 года № 206 «Об изменении административных границ» была упразднена волостная система и село вошло в состав Евпаторийского района Евпаторийского уезда, а в 1922 году уезды получили название округов. 11 октября 1923 года, согласно постановлению ВЦИК, в административное деление Крымской АССР были внесены изменения, в результате которых округа были отменены и произошло укрупнение районов — территорию округа включили в Евпаторийский район. Согласно Списку населённых пунктов Крымской АССР по Всесоюзной переписи 17 декабря 1926 года, в совхозе Тюмень (русский), Богайского сельсовета Евпаторийского района, числилось 8 дворов, из них 7 крестьянских, население составляло 28 человек, из них 27 украинцев и 1 русский. Постановлением Президиума КрымЦИКа «Об образовании новой административной территориальной сети Крымской АССР» от 26 января 1935 года был создан Сакский район и село включили в его состав.
После освобождения Крыма от фашистов, 12 августа 1944 года было принято постановление № ГОКО-6372с «О переселении колхозников в районы Крыма», по которому в район из Курской и Тамбовской областей РСФСР в район переселялись 8100 колхозников, а в начале 1950-х годов последовала вторая волна переселенцев из различных областей Украины. С 25 июня 1946 года Тюмень Русский в составе Крымской области РСФСР. Указом Президиума Верховного Совета РСФСР от 18 мая 1948 года, Тюмень русский, Тюмень татарский и Тюмень немецкий объединили с названием Овражное.